# Strangalomorpha crebrepunctata
Strangalomorpha crebrepunctata là một loài bọ cánh cứng trong họ Cerambycidae.